# Hrastovec v Slovenskih Goricah
Hrastovec v Slovenskih Goricah – wieś w Słowenii, w gminie Lenart. W 2018 roku liczyła 472 mieszkańców.